# فيكتوريا كولن
نادي فيكتوريا كولن 1904 لكرة القدم (بالألمانية: Fußballclub Viktoria Köln 1904) هو ناد كرة قدم ألماني من مدينة كولونيا في شمال الراين وستفاليا، والذي ينافس في الدوري الألماني الدرجة الثالثة.

## مرتبة الشرف
- الدوري الإقليمي الغربي (الرابع)
  - الأبطال: 2016–17، 2018–19
- إن أر دبليو - ليج (V)
  - البطل: 2011-12
- رابطة دوري الراين الأوسط (V)
  - البطل: 1997-98
- كأس الراين الأوسط (المستويات III-V)
  - الفائزون: 2013-14، 2014-15، 2015-16،